# فرودگاه سلطان عبدالعزیز شاه
فرودگاه سلطان عبدالعزیز شاه (به انگلیسی: Sultan Abdul Aziz Shah Airport) (به زبان مالایی: Lapangan Terbang Sultan Abdul Aziz Shah) که قبلاً فرودگاه سوبانگ نام داشت، یک فرودگاه همگانی مسافربری با کد یاتا SZB است که یک باند فرود آسفالت دارد و طول باند آن ۳۷۸۰ متر است. این فرودگاه در کشور مالزی قرار دارد و در ارتفاع ۲۷ متری از سطح دریا واقع شده است.

## شرکت‌های هواپیمایی و مقصدهای پروازی

### مسافری
| شرکت‌های هواپیمایی | مقصدهای پروازی                                                                           |
| ----------------- | ---------------------------------------------------------------------------------------- |
| Firefly           | سلطان عبدالحلیم، ثنای، سلطان اسماعیل پترا، سلطان محمود، لانگکاوی، پنانگ، چانگی سنگاپور   |
| مالیندو ایر       | سلطان عبدالحلیم، هنگ نادیم، ثنای، کرته، سلطان اسماعیل پترا، سلطان محمود، لانگکاوی، پنانگ |